# F.V. Soldenfeldt (forlag)
F.V. Soldenfeldt var en boghandel og forlag i København på hjørnet af Fortunstræde 1 og Admiralgade.
Forlaget blev etableret (år ukendt) af Abraham Soldin (1769-1834), og hans søn F.V. Soldenfeldt (1803-1881) videreførte forretningen med kun én medarbejder. Snart efter fik boghandlen en omfattende forlagsvirksomhed med skolebøger foruden – med eneret – skudsmålsbøger.
Fra 1859 deltog broderen Joseph Soldenfeldt (1806-1891) som pensionist i forretningen. Den 2. maj 1882 blev forlaget efter F.V. Soldenfeldts død solgt på en indbringende auktion, og midlerne blev brugt på Soldenfeldts Stiftelse.